# 青金石
青金石（せいきんせき、lazurite）はラピスラズリの微量成分である鉱物。以前はラピスラズリの主成分とされていたが、2021年の再定義により、 実際には青金石を含んでいる標本はほとんど存在しないことが明らかになった。
ラズライトとも呼ばれるが、天藍石の別名であるラズライト（lazulite）とは異なる。
化学組成は Na7Ca(Al6Si6O24)(SO4)(S3)･H2O 、結晶系は等軸晶系。方ソーダ石グループの鉱物。

## 性質・特徴
硫酸塩、硫黄、塩化物よりなる。塩酸に対し可蝕性。
モース硬度5 - 5.5、比重2.4、屈折率1.5。色は青色・青紫色・緑青色で半透明。ガラス光沢がある。
しばしば黄鉄鉱を含む。
炭酸塩化または硫酸塩化したものは肉眼で見分けがつきにくい。